# Sulawesi
Sulawesi (chiamata in epoca coloniale Celebes) è un'isola dell'Indonesia situata tra il Borneo e le isole Molucche.

## Geografia
Sulawesi è l'undicesima isola al mondo per estensione: ha una superficie di 174.000 km². Ad occidente di essa si trova l'isola del Borneo, a nord si trovano le Filippine, le Molucche a oriente e le isole di Flores e Timor a sud. L'isola ha una forma molto particolare, essendo formata da quattro lunghe ed estese penisole, tra le quali l'orografia montuosa della parte centrale rende difficili le comunicazioni.
Da un punto di vista amministrativo l'isola è divisa in sei province:
- Gorontalo,
- Sulawesi Occidentale (costituita nel 2004 scorporando parte di Sulawesi Sud)
- Sulawesi Meridionale
- Sulawesi Centrale
- Sulawesi Sudorientale
- Sulawesi Settentrionale

Le città principali sono Makassar, sulla costa sud-occidentale dell'isola e Manado situata sull'estremo settentrionale.
L'isola è nata milioni di anni fa in seguito alla collisione di due zolle terrestri. Ricca di foreste, ha una struttura montuosa e irregolare ed è costellata di vulcani ancora attivi. Presenta una flora e una fauna selvatiche di grande ricchezza e varietà e molte specie endemiche.
Sulawesi è situata nell'arcipelago malese, a circa 100 km a est del Borneo. Le Molucche e la Nuova Guinea si trovano a est, le isole della Piccola Sonda e l'Australia a sud, l'arcipelago delle Filippine a nord. Distese tra le montagne e i vulcani, le foreste di Sulawesi ospitano un patrimonio faunistico inconsueto e probabilmente, negli angoli più remoti, specie ancora da scoprire. La forma è così particolare che nessuna zona dell'isola dista dal mare più di 90 km.

## Approfondimenti
Riscaldata dal sole tropicale e bagnata da piogge abbondanti, Sulawesi è ricca di lussureggianti foreste. Nell'area meridionale dell'isola, dove la densità di popolazione è più alta, la maggior parte della terra è stata liberata dalla vegetazione per lasciar spazio alle coltivazioni, ma altrove il terreno irregolare e montuoso ha confinato gli insediamenti umani alle pianure costiere o al fondo delle valli. Viene coltivato il terreno ai piedi delle montagne, mentre il bestiame pascola sui pendii.
La foresta cresce più lussureggiante nelle zone pianeggianti, dove diverse specie di splendidi ebani si mescolano a centinaia di altre specie di alberi e palme. Nelle foreste, sui pendii, gli alberi crescono più fitti e bassi, con i rami abbracciati da numerose orchidee. Sulle cime, a 3000 m di altitudine, la foresta lascia spazio alla più bassa flora subalpina e ai licheni: i cespugli dalle corte foglie crescono molto meno a causa del vento e del relativo freddo.

## Le origini della fauna
Il considerevole patrimonio faunistico di Sulawesi è il prodotto di tre fattori: la deriva dei continenti, l'immigrazione delle specie e millenni di totale isolamento. Quando la parte orientale dell'isola entrò in collisione con la parte occidentale, provocando l'incurvamento caratteristico della penisola settentrionale e la formazione di una catena di rilievi montuosi, le differenti specie animali già presenti sull'isola si mescolarono sino a creare un patrimonio faunistico inconsueto cui si aggiunsero, in milioni di anni, ondate migratorie di animali provenienti dalle isole vicine.
Sulawesi divenne un crocevia dalla compresenza di animali tipici sia dell'Oceania sia dell'Asia, come le scimmie. Col tempo, le diverse specie che avevano raggiunto e colonizzato Sulawesi subirono un'evoluzione in isolamento e svilupparono nuove caratteristiche così da rendersi profondamente diversi dagli antenati. Anche alcune popolazioni di animali si sono sviluppate in isolamento reciproco, poiché i continui cambiamenti geologici avevano trasformato le catene montuose in barriere geografiche. Oggi l'isola conta un gran numero di specie endemiche, che non esistono altrove.

## Conservazione
Sulawesi è un'area eccezionalmente importante per la conservazione della biodiversità. Ciò è stato riconosciuto dalla comunità internazionale per la conservazione, con l'inclusione della regione nel Wallacea Global Biodiversity Hotspot (Conservation International), nella Sulawesi Global Endemic Bird Area (BirdLife International) e nella Sulawesi Moist Forests Global 200 Ecoregione (WWF).
Il naturalista britannico Alfred Russel Wallace, che elaborò una teoria evoluzionistica parallelamente a Darwin, fu uno dei primi europei a esplorare Sulawesi, a metà dell'Ottocento. Sorpreso dalla varietà di specie faunistiche presenti, confermò che Sulawesi ospitava due gruppi distinti di animali, provenienti dall'Asia e dall'Australia, a conferma dell'ipotesi di un'antica unione dell'isola a entrambi i continenti.

## Storia
Nel dicembre 2019 è stato annunciato, da parte del gruppo di ricerca della Griffith University guidato dal dottor Maxime Aubert, il rinvenimento di pitture rupestri risalenti a oltre 44 000 anni fa, che raffigurerebbero le scene di caccia più antiche del mondo.
Il fossile di Bessé' trovato nel 2015 è considerato il fossile più antico della Wallacea di cui si è trovato il DNA.